# Ol'ga Viluchina
Ol'ga Gennad'evna Viluchina (in russo Ольга Геннадьевна Вилухина?; Mežgor'e, 22 marzo 1988) è un'ex biatleta russa.

## Biografia
Ol'ga Viluchina, attiva dalla stagione 2005-2006, ai Mondiali juniores di Ruhpolding 2008 vinse la medaglia di bronzo nella staffetta e a quelli di Canmore 2009 la medaglia d'argento nella medesima specialità; in Coppa del Mondo esordì il 27 marzo 2009 Chanty-Mansijsk in sprint (6ª) e ottenne due vittorie: la prima, suo primo podio, il 18 dicembre 2011 a Hochfilzen in staffetta mista, la seconda il 4 gennaio 2012 a Oberhof in staffetta. Ai Mondiali di Ruhpolding 2012, suo esordio iridato, vinse la medaglia di bronzo nell'inseguimento e si classificò 8ª nell'individuale, 8ª nella sprint, 19ª nella partenza in linea, 7ª nella staffetta e 5ª nella staffetta mista; l'anno dopo ai Mondiali di Nové Město na Moravě 2013, sua ultima presenza iridata, si piazzò 10ª nell'individuale, 5ª nella sprint, 22ª nell'inseguimento, 23ª nella partenza in linea, 4ª nella staffetta e 6ª nella staffetta mista.
Ai XXII Giochi olimpici invernali di Soči 2014, sua unica presenza olimpica, vinse la medaglia d'argento nella sprint, fu 7ª nell'inseguimento, 21ª nella partenza in linea mentre nella staffetta (nella quale le era stata inizialmente assegnata la medaglia d'argento) e nella staffetta mista la squadra russa è stata squalificata. In Coppa del Mondo ottenne l'ultimo podio il 22 marzo 2014 a Oslo Holmenkollen in inseguimento (3ª) e prese per l'ultima volta il via il giorno successivo nella medesima località in partenza in linea (8ª); si ritirò durante la stagione 2015-2016 e la sua ultima gara fu la staffetta mista di IBU Cup disputata il 23 gennaio ad Arber, chiusa dalla Viluchina al 4º posto.

## Palmarès

### Olimpiadi
- 1 medaglia:
  - 1 argento (sprint a Soči 2014)

### Mondiali
- 1 medaglia:
  - 1 bronzo (inseguimento[2] a Ruhpolding 2012)

### Mondiali juniores
- 2 medaglie:
  - 1 argento (staffetta a Canmore 2009)
  - 1 bronzo (staffetta a Ruhpolding 2008)

### Mondiali giovanili
- 4 medaglie:
  - 1 oro (sprint a Presque Isle 2006);
  - 2 argenti (staffetta a Presque Isle 2006; staffetta a Val Martello 2007);
  - 1 bronzo (inseguimento a Presque Isle 2006).

### Europei
- 1 medaglia:
  - 1 bronzo (staffetta a Otepää 2010)

### Coppa del Mondo
- Miglior piazzamento in classifica generale: 4ª nel 2014
- 9 podi (3 individuali, 6 a squadre), oltre a quello ottenuto in sede iridata e valido per la Coppa del Mondo:
  - 2 vittorie (a squadre)
  - 3 secondi posti (1 individuale, 2 a squadre)
  - 4 terzi posti (2 individuali, 2 a squadre)

## Onorificenze

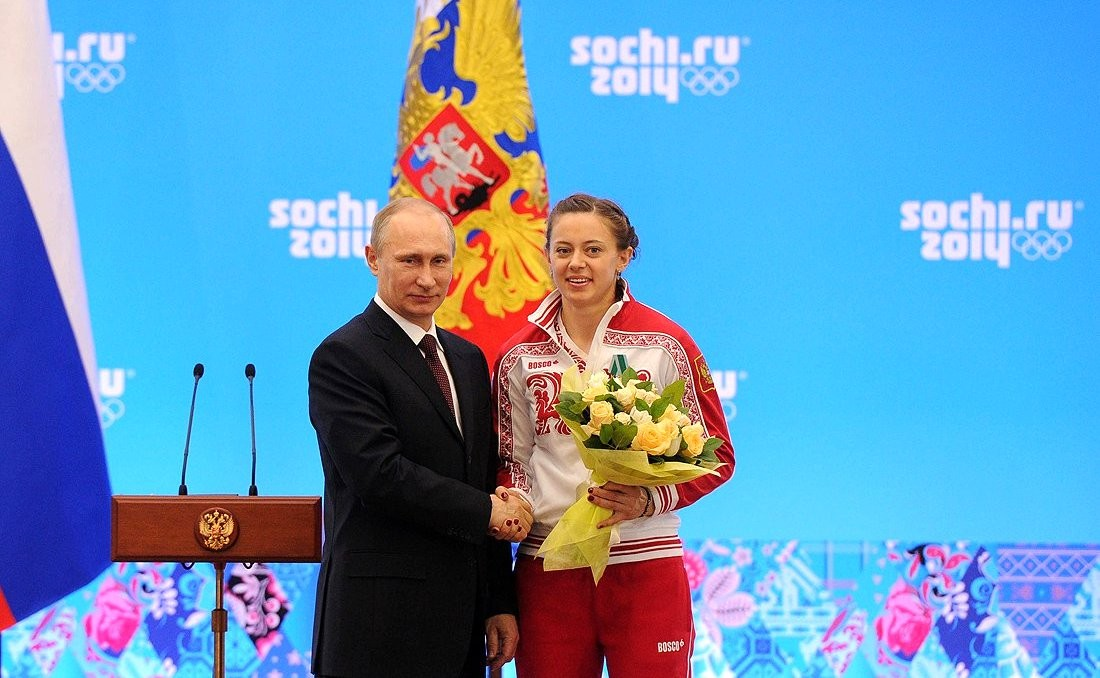
Il conferimento della medaglia dell'Ordine dell'Amicizia a Ol'ga Viluchina da parte di Vladimir Putin

#### Coppa del Mondo - vittorie
| Data             | Località   | Nazione  | Specialità                                                       |
| ---------------- | ---------- | -------- | ---------------------------------------------------------------- |
| 15 dicembre 2011 | Hochfilzen | Austria  | MX (con Ol'ga Zajceva, Aleksej Volkov e Anton Šipulin)           |
| 4 gennaio 2012   | Oberhof    | Germania | RL (con Anna Bogalij-Titovec, Svetlana Slepcova e Ol'ga Zajceva) |

Legenda:

RL = staffetta

MX = staffetta mista